# 17 décembre 1980
Le mercredi 17 décembre 1980 est le 352e jour de l'année 1980.

## Naissances
- Benjamin Noirot, joueur français de rugby à XV
- Caroline Bourg, actrice française
- Claudia Gavrilescu, volleyeuse roumaine
- Dale Thayer, joueur américain de baseball
- Elena Mirolioubova, artiste française
- Eli Pariser, activiste Internet américain et entrepreneur
- Jan Chvojka, homme politique tchèque
- Juan Cotumba, cycliste bolivien
- Juliana Dever, actrice américaine
- Khabir Souleimanov
- Noam Morgensztern
- Nuelson Wau, footballeur néerlandais
- Rafael Schmitz, joueur de football brésilien
- Robert Retschke, coureur cycliste allemand
- Ronald García Nacho, joueur de football bolivien
- Ryan Hunter-Reay, pilote automobile américain
- Suzy Batkovic, joueuse de basket-ball australienne

## Décès
- Ahmet Berman (né le 30 novembre 1931), footballeur turc
- Oskar Kummetz (né le 21 juillet 1891), militaire allemand
- Ralph Spearow (né le 3 octobre 1895), athlète américain, spécialiste du saut à la perche
- Robert Cauchon (né le 10 septembre 1900), homme politique canadien
- Takamasa Yoshizaka (né le 13 février 1917), architecte japonais

## Événements
- Création de Sainte-Marthe